# Tryssogobius porosus
Tryssogobius porosus es una especie de peces de la familia de los Gobiidae en el orden de los Perciformes.

## Morfología
- Los machos pueden llegar a alcanzar los 2,8 cm de longitud total.
- Número de  vértebras: 26.[1]

## Hábitat
Es un pez de mar, y de clima templado y bentopelágico que vive entre 18-100 m de profundidad. 

## Distribución geográfica
Se encuentra en la China y Taiwán. 

## Observaciones
Es inofensivo para los humanos. 